# Крячки (Волгоградская область)
Крячки — село в Котовском районе Волгоградской области, в составе Мокроольховского сельского поселения.
Население — 343 (2010)

## История
Согласно Историко-географическому словарю Саратовской губернии, изданному в 1898—1902 годах, хутор Крячков относился к Тарасовской волости Камышинского уезда Саратовской губернии. Дата основания не установлена. Хутор населяли малороссы, выселенные из слободы Красный Яр. Земельный надел составлял 1654 десятины удобной (пашни — 1056 десятин) и 154 десятины неудобной земли. Кроме того, в общем владении со слободой Слюсаревой, слободой Неткачевой, хуторами Новомлинов и Литвинов Тарасовской волости и селом Даниловкой Банновской волости находилось 514 и 1/4 десятин леса.
С 1928 года — в составе Красноярского района Камышинского округа Нижне-Волжского края (с 1934 года — Сталинградский край). Село являлось единственным населённым пунктом Крячковского сельсовета. С 1935 года — в составе Неткачевского района Сталинградского края (с 1936 года — Сталинградская область) (районным центром являлось село Мокрая Ольховка). В 1955 году в связи с ликвидацией Неткачевского района село Неткачево передано в состав Молотовского района (с 1957 года — Красноярский район). В составе Котовского района — с 1963 года. На момент передачи в состав Котовского сельсовета село относилось к Неткачевскому сельсовету. В 1972 году центр Неткачевского сельсовета перенесен из села Неткачево в село Крячки, и Неткачевский сельсовет переименован в Крячковский. Законом Волгоградской области от 22 декабря 2004 года № 974 — ОД «Об установлении границ и наделении статусом Котовского района и муниципальных образований в его составе» село Крячки включено в состав Мокроольховского сельского поселения

## География
Село находится в степной местности, в пределах Приволжской возвышенности, являющейся частью Восточно-Европейской равнины, в котловине, вокруг небольшого озера, на высоте около 190 метров над уровнем моря. Почвы чернозёмы южные и чернозёмы солонцеватые и солончаковые.
По автомобильным дорогам расстояние до административного центра сельского поселения села Мокрая Ольховка — 11 км, районного центра города Котово — 37 км, до областного центра города Волгоград — 260 км. В 4 км к северо-востоку расположен ближайший населённый пункт село Неткачево, в 9 км к западу — село Тарасово.
Климат
Климат умеренный континентальный (согласно классификации климатов Кёппена — Dfa). Многолетняя норма осадков — 422 мм. Наибольшее количество осадков выпадает в июне — 44 мм, наименьшее в марте — 22 мм. Среднегодовая температура положительная и составляет + 6,1° С, средняя температура самого холодного месяца января −10,3° С, самого жаркого месяца июля +22,0° С.
Часовой пояс
Крячки, как и вся Волгоградская область, находится в часовой зоне МСК (московское время). Смещение применяемого времени относительно UTC составляет +3:00.

## Население
Динамика численности населения по годам:
| 1862 | 1886 | 1891 | 1894 | 1897 | 1911 | 1987 | 2002 |
| ---- | ---- | ---- | ---- | ---- | ---- | ---- | ---- |
| 401  | 548  | 577  | 609  | 619  | 762  | ≈450 | 439  |

| 2010 |
| ---- |
| 343  |